# Iglesia de Nuestra Señora de los Ángeles (Vall d'Alba)

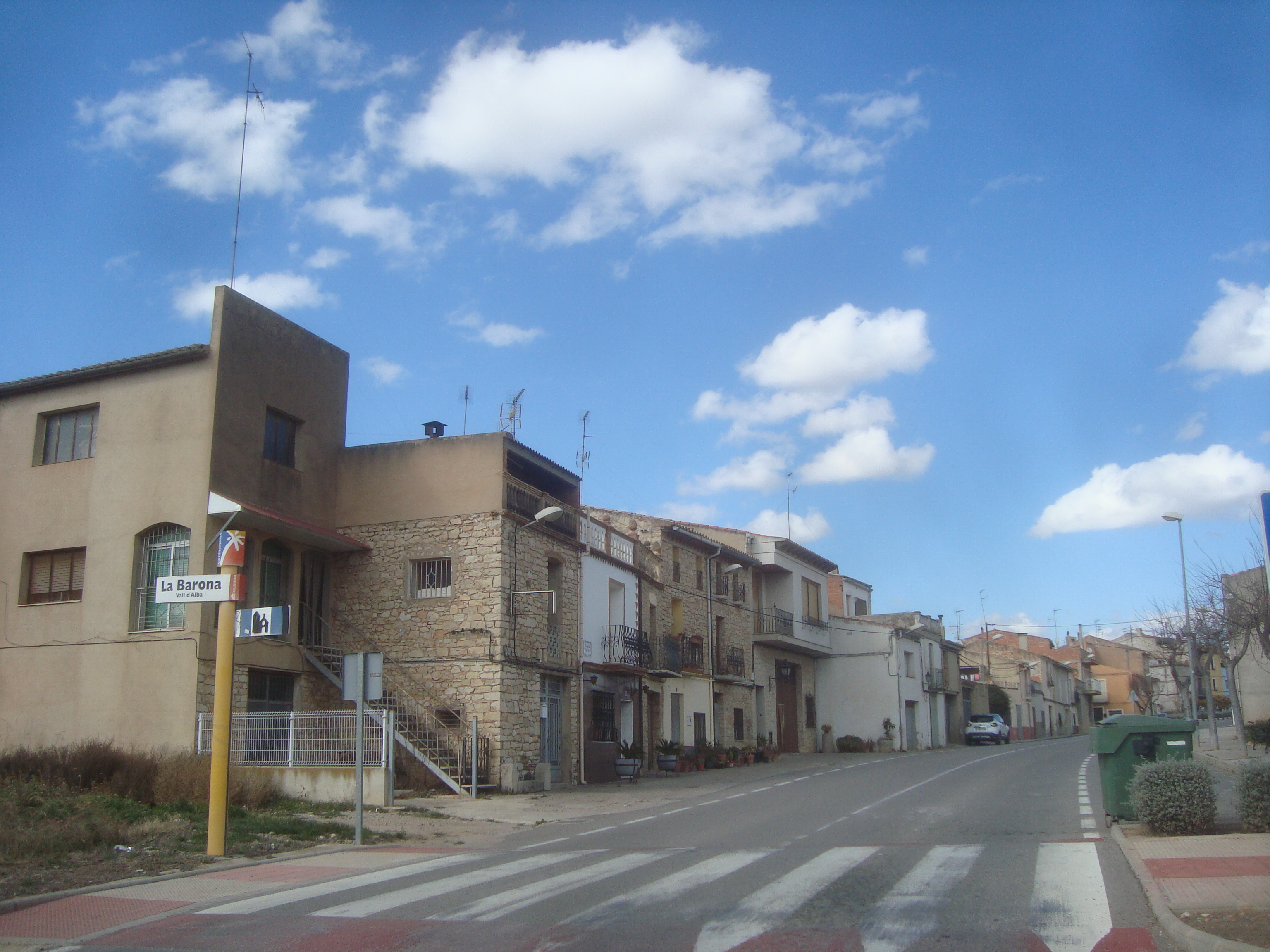
La Barona es una pedanía del municipio de la Vall d'Alba.

La iglesia parroquial de Nuestra Señora de los Ángeles, situada en la pedanía de la Barona, en el municipio de Vall d'Alba, en la comarca de la Plana Alta, es un templo católico catalogado como Bien de Relevancia Local según la Disposición Adicional Quinta de la Ley 5/2007, de 9 de febrero, de la Generalitat, de modificación de la Ley 4/1998, de 11 de junio, del Patrimonio Cultural Valenciano (DOCV Núm. 5.449 / 13/02/2007), y, con código 12.05.124-002.

## Historia y descripción
La parroquia de Nuestra Señora de los Ángeles, que tiene como edificio un templo construido en el núcleo poblacional de la Barona, actualmente dependiente del municipio de Vall d’Alba, data del año 1959, y se edificó sobre los restos de otros templos anteriores que se situaban en la pedanía. Ya existía en el siglo XVII, (1688), una capilla-ermita que más tarde, ya en pleno siglo XX, (1921), se fue ampliando a las nuevas necesidades del núcleo poblacional, de modo que nuevamente se amplió en el año 1976, quedando tal y como se puede ver en la actualidad.
El templo posee un archivo censado en el censo-guía de Archivos de España e Iberoamérica.
También hay que destacar el lienzo de la Virgen sedente con Niño y Ángeles, del siglo XVIII, que se conserva en su interior.
Durante el año 2011, y gracias a la donación de un vecino de la pedanía, se inauguró el reloj de la parroquia y se consiguió que las campanadas de las horas se pudieran oír por casi todo el pueblo.
Las fiestas de la Barona coinciden con la festividad de la Virgen de los Ángeles y se celebran en torno al 2 de agosto, fecha de esta festividad.